# Kids' Choice Award alla serie d'animazione preferita
Il Kids' Choice Award alla serie d'animazione preferita (Favorite Cartoon) è un premio assegnato annualmente ai Kids' Choice Awards, a partire dal 1995, al cartone animato preferito dai telespettatori.

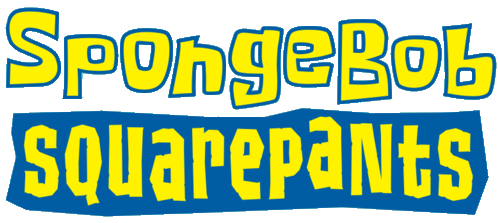
Il Logo di SpongeBob, il cartone animato con il maggior numero di vittorie (21)

## Vincitori e candidati

### 1990
- 1995
  - Doug
  - Aladdin
  - Animaniacs
- 1996
  - I Rugrats
  - Animaniacs
  - Doug
  - I Simpson
- 1997
  - I Rugrats
  - Ace Ventura
  - Animaniacs
  - I Simpson
- 1998
  - I Rugrats
  - Hey, Arnold!
  - King of the Hill
  - I Simpson
- 1999
  - I Rugrats
  - CatDog
  - Men in Black
  - I Simpson

### 2000
- 2000
  - I Rugrats
  - Pokémon
  - I Simpson
  - CatDog
- 2001
  - I Rugrats
  - Hey Arnold!
  - Le Superchicche
  - I Simpson
- 2002
  - I Simpson
  - Hey Arnold!
  - I Rugrats
  - Scooby-Doo
- 2003
  - SpongeBob
  - I Rugrats
  - I Simpson
  - Kim Possible
- 2004
  - SpongeBob
  - Due fantagenitori
  - La famiglia Proud
  - I Simpson
- 2005
  - SpongeBob
  - Ed, Edd & Eddy
  - Due fantagenitori
  - I Simpson
- 2006
  - SpongeBob
  - Le avventure di Jimmy Neutron
  - Due fantagenitori
  - I Simpson
- 2007
  - SpongeBob
  - Due fantagenitori
  - Le avventure di Jimmy Neutron
  - I Simpson
- 2008
  - Avatar - La leggenda di Aang
  - I Simpson
  - Ed, Edd & Eddy
  - SpongeBob
- 2009
  - SpongeBob
  - Due fantagenitori
  - Phineas e Ferb
  - I Simpson

### 2010
- 2010
  - SpongeBob
  - I pinguini di Madagascar
  - Phineas e Ferb
  - I Simpson
- 2011
  - SpongeBob
  - I pinguini di Madagascar
  - Phineas e Ferb
  - Scooby-Doo! Mystery Incorporated
- 2012
  - SpongeBob
  - Kung Fu Panda - Mitiche avventure
  - Phineas e Ferb
  - Scooby-Doo! Mystery Incorporated
- 2013
  - SpongeBob
  - Due fantagenitori
  - Phineas e Ferb
  - Tom & Jerry
- 2014
  - SpongeBob
  - Teenage Mutant Ninja Turtles - Tartarughe Ninja
  - Phineas e Ferb
  - Adventure Time
- 2015
  - SpongeBob
  - Adventure Time
  - Phineas e Ferb
  - Teenage Mutant Ninja Turtles - Tartarughe Ninja
  - Teen Titans Go!
  - Due fantagenitori
- 2016
  - SpongeBob
  - Alvinnn!!! e i Chipmunks
  - Gravity Falls
  - LEGO Ninjago
  - Phineas e Ferb
  - Steven Universe
  - Teen Titans Go!
  - Lo straordinario mondo di Gumball
- 2017
  - SpongeBob
  - Alvinnn!!! e i Chipmunks
  - Teen Titans Go!
  - Teenage Mutant Ninja Turtles - Tartarughe Ninja
  - Lo straordinario mondo di Gumball
  - A casa dei Loud
- 2018
  - SpongeBob
  - Alvinnn!!! e i Chipmunks
  - A casa dei Loud
  - I Simpson
  - Teen Titans Go!
  - Teenage Mutant Ninja Turtles - Tartarughe Ninja
- 2019
  - SpongeBob
  - Alvinnn!!! e i Chipmunks
  - Baby Boss - Di nuovo in affari
  - A casa dei Loud
  - Rise of the Teenage Mutant Ninja Turtles - Il destino delle Tartarughe Ninja
  - Teen Titans Go!

### 2020
- 2020
  - SpongeBob
  - Alvinnn!!! e i Chipmunks
  - Teen Titans Go!
  - Lo straordinario mondo di Gumball
  - A casa dei Loud
  - I Simpson
- 2021
  - SpongeBob
  - Alvinnn!!! e i Chipmunks
  - Baby Boss - Di nuovo in affari
  - LEGO Jurassic World - La leggenda di Isla Nublar
  - A casa dei Loud
  - Teen Titans Go!
- 2022
  - SpongeBob
  - Jurassic World - Nuove avventure
  - Looney Tunes Cartoons
  - A casa dei Loud
  - I Puffi
  - Teen Titans Go!
- 2023
  - SpongeBob
  - Jurassic World - Nuove avventure
  - I Rugrats
  - A casa dei Loud
  - I Puffi
  - Teen Titans Go!
- 2024
  - SpongeBob
  - I Greens in città
  - Monster High
  - A casa dei Loud
  - I Simpson
  - Teen Titans Go!

## Cartone animato con più premi
21 premi
- SpongeBob

6 premi
- I Rugrats

1 premio
- Doug
- I Simpson
- Avatar - La leggenda di Aang